# Piet Dickentman
Pieter Casper Johan "Piet" Dickentman (Amsterdam, 4 de gener de 1879 - Ídem, 7 d'octubre de 1950) fou un ciclista neerlandès que va córrer durant les dues primeres dècades del segle XX i que fou professional entre 1896 i 1900. Es va especialitzar en el ciclisme en pista, concretament al mig fons, on va aconseguir tres medalles, una d'elles d'or, als Campionats del món del Mig fons.

## Palmarès

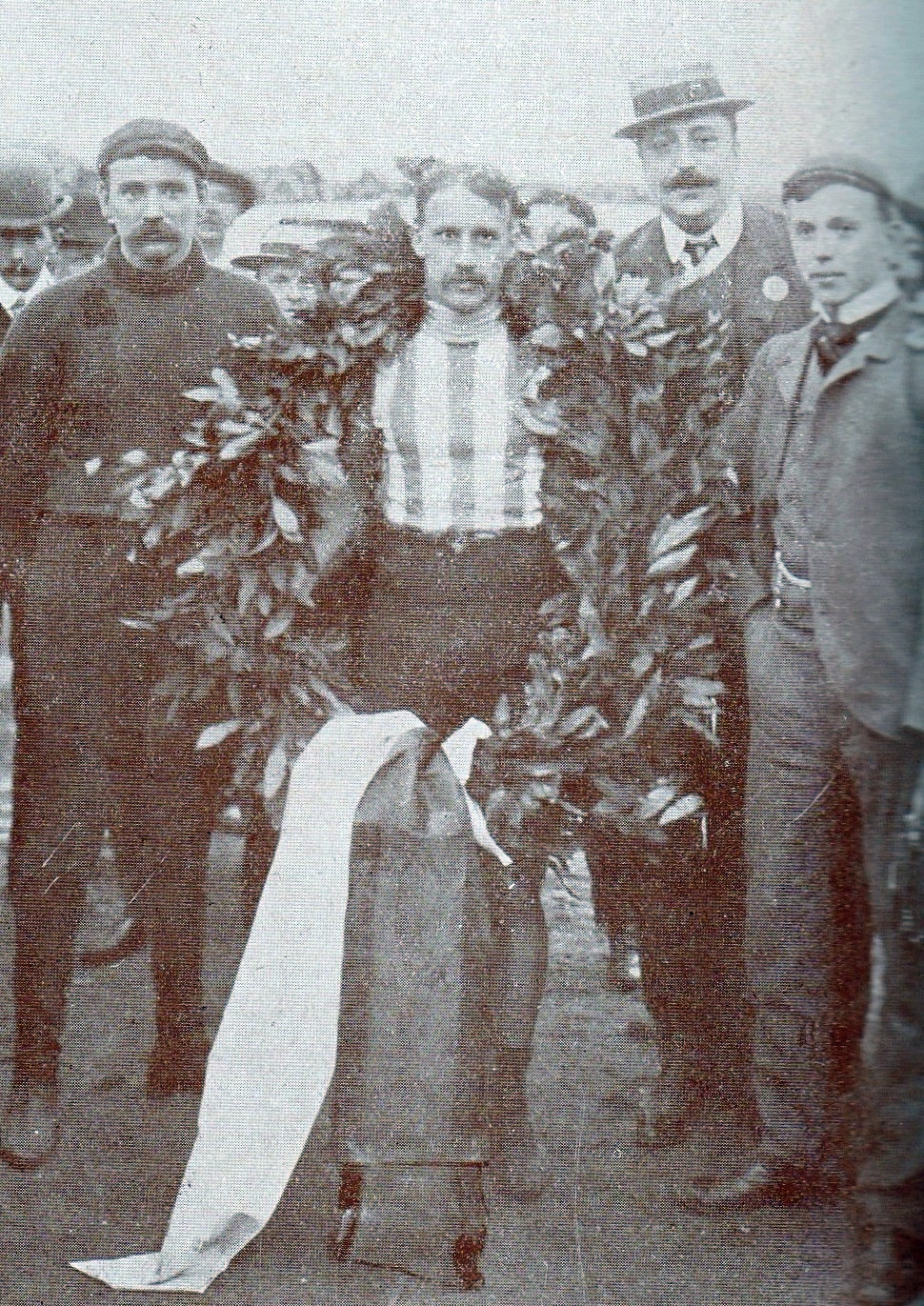
Campió del món de mig fons.

- 1900
  - Campió d'Europa de mig fons
- 1903
  -  Campió del món de mig fons